# Tetrastichus pseudoeceticola
Tetrastichus pseudoeceticola är en stekelart som beskrevs av Blanchard 1936. Tetrastichus pseudoeceticola ingår i släktet Tetrastichus och familjen finglanssteklar.
Artens utbredningsområde är Uruguay. Inga underarter finns listade i Catalogue of Life.